# Куррайс (Пиауи)

Куррайс на карте штата.

Куррайс (порт. Currais) — муниципалитет в Бразилии, входит в штат Пиауи. Составная часть мезорегиона Юго-запад штата Пиауи. Входит в экономико-статистический микрорегион Алту-Медиу-Гургея. Население составляет 4704 человек на 2010 год. Занимает площадь 3156,657 км². Плотность населения — 1,49 чел./км².

## Демография
Согласно сведениям, собранным в ходе переписи 2010 г. Национальным институтом географии и статистики (IBGE), население муниципалитета составляет:
| Полное население                               | Полное население                               | Полное население                               | Полное население                               | 4704  |
| ---------------------------------------------- | ---------------------------------------------- | ---------------------------------------------- | ---------------------------------------------- | ----- |
| в том числе:                                   | Городское население                            | 924                                            | Процент городского населения, %                | 19,64 |
|                                                | Сельское население                             | 3780                                           | Процент сельского населения, %                 | 80,36 |
|                                                | Мужское население                              | 2473                                           | Процент мужского населения, %                  | 52,57 |
|                                                | Женское население                              | 2231                                           | Процент женского населения, %                  | 47,43 |
| Плотность населения, чел/км²                   | Плотность населения, чел/км²                   | Плотность населения, чел/км²                   | Плотность населения, чел/км²                   | 1,49  |
| Население муниципалитета в % к населению штата | Население муниципалитета в % к населению штата | Население муниципалитета в % к населению штата | Население муниципалитета в % к населению штата | 0,15  |

По данным оценки 2016 года, население муниципалитета составляет 4845 жителей.

## История
Город основан в 1997 году.

## Статистика
- Валовой внутренний продукт на 2003 год составляет 7 071 957 реалов (данные: Бразильский институт географии и статистики).
- Валовой внутренний продукт на душу населения на 2003 год составляет 1614,97 реалов (данные: Бразильский институт географии и статистики).
- Индекс развития человеческого потенциала на 2000 год составляет 0,559 (данные: Программа развития ООН).

## География
Климат местности: тропический.